# Śpiewajmy
Śpiewajmy – czwarty studyjny album Edyty Geppert wydany w 1994 roku.

## Lista utworów
1. "Piosenka o Bośni" (sł. J.Brodski - muz. J.Satanowski)
2. "Pijmy" (sł. J.S.Buras - muz. J.Satanowski)
3. "Jutro, zawsze będzie jutro" (sł. J.S.Buras - muz. J.Satanowski)
4. "Największy teatr świata" (sł. M.Czapińska - muz. J.Satanowski)
5. "To nic, że to sen" (sł. J.S.Buras - muz. J.Satanowski)
6. "Przepraszam, że żyję" (sł. A.Osiecka - muz. J.Satanowski)
7. "Lukretzia Borgia" (sł. A.Ozga - muz. J.Satanowski)
8. "Śpiewajmy" (sł. I.Manger - muz. T.Bajerski)
9. "Ballada" (sł. Ch. de Pisan - muz. T.Bajerski)
10. "Opuszczona" (sł. I.Manger - muz. T.Bajerski)
11. "Wyjaśnienie" (sł. Z.Ginczanka - muz. T.Bajerski)
12. "Jestem, więc myślę" (sł. M.Szymonik - muz. T.Bajerski)
13. "By" (sł. J.Cygan - muz. T.Bajerski)

## Informacje uzupełniające
Nagrań dokonano w marcu 1994 w Warszawie.
Fotografia i projekt graficzny okładki: Erol & Wroniszewski